# موردیالوک، ویکتوریا
موردیالوک (به انگلیسی: Mordialloc) یک منطقهٔ مسکونی در استرالیا است که در ویکتوریا (استرالیا) واقع شده‌است.